# Бумипутра
Бумипутра — наименование этнической группы малайцев, а также коренного населения Малайзии.
В буквальном переводе с малайского означает «дети земли» (от санскритских слов бхуми — земля, путра — сын).
Термин используется в политическом контексте, в частности в связи с законами, защищающими особые привилегии бумипутра, отличные от возможностей граждан Малайзии, принадлежащих к другим этническим группам страны.
Положение бумипутра закреплено в ст. 153 Конституции Малайзии, в которой Янг ди-Пертуан Агонг, избираемый на пятилетний срок монарх Малайзии, наделяется полномочиями по защите особого статуса коренного населения Малайзии — малайцев и коренных жителей штатов Сабах и Саравак при соблюдении законных интересов других этнических сообществ Малайзии.
В рамках защиты особого статуса бумипутра в Малайзии были введены следующие механизмы:
- Квоты должностей в федеральной государственной службе;
- Государственные стипендии;
- Льготный доступ к образованию и обучению, на выставки;
- Упрощенную выдачу разрешений или лицензии на любую торговлю или бизнес, которые регулируются федеральными законами.

В части соблюдения законных интересов других этнических сообществ статьей 153:
- Обязывается одинаковое отношение ко всем госслужащим, независимо от их этнической принадлежности;
- Парламенту запрещается ограничивать какую-либо деятельность или торговлю исключительно в пользу бумипутр;
- Действия по защите особого статуса бумипутра не могут лишать кого-либо каких-либо стипендиальных, выставочных или других образовательных или учебных прав и привилегий или специальных возможностей, которыми он уже пользуется — как и не могут служить препятствием для получения таких прав и привилегий.

30% акций компаний, представленных на фондовой бирже Куала-Лумпура, должны владеть бумипутра. Застройщики жилья обязаны предоставлять покупателям-бумипутра скидку минимум 7%. Многие проекты, инициируемые правительством, требуют, чтобы компании, подающие заявки на участие в них, находились только в собственности бумипутра.